# 貝格卡斯特爾峰

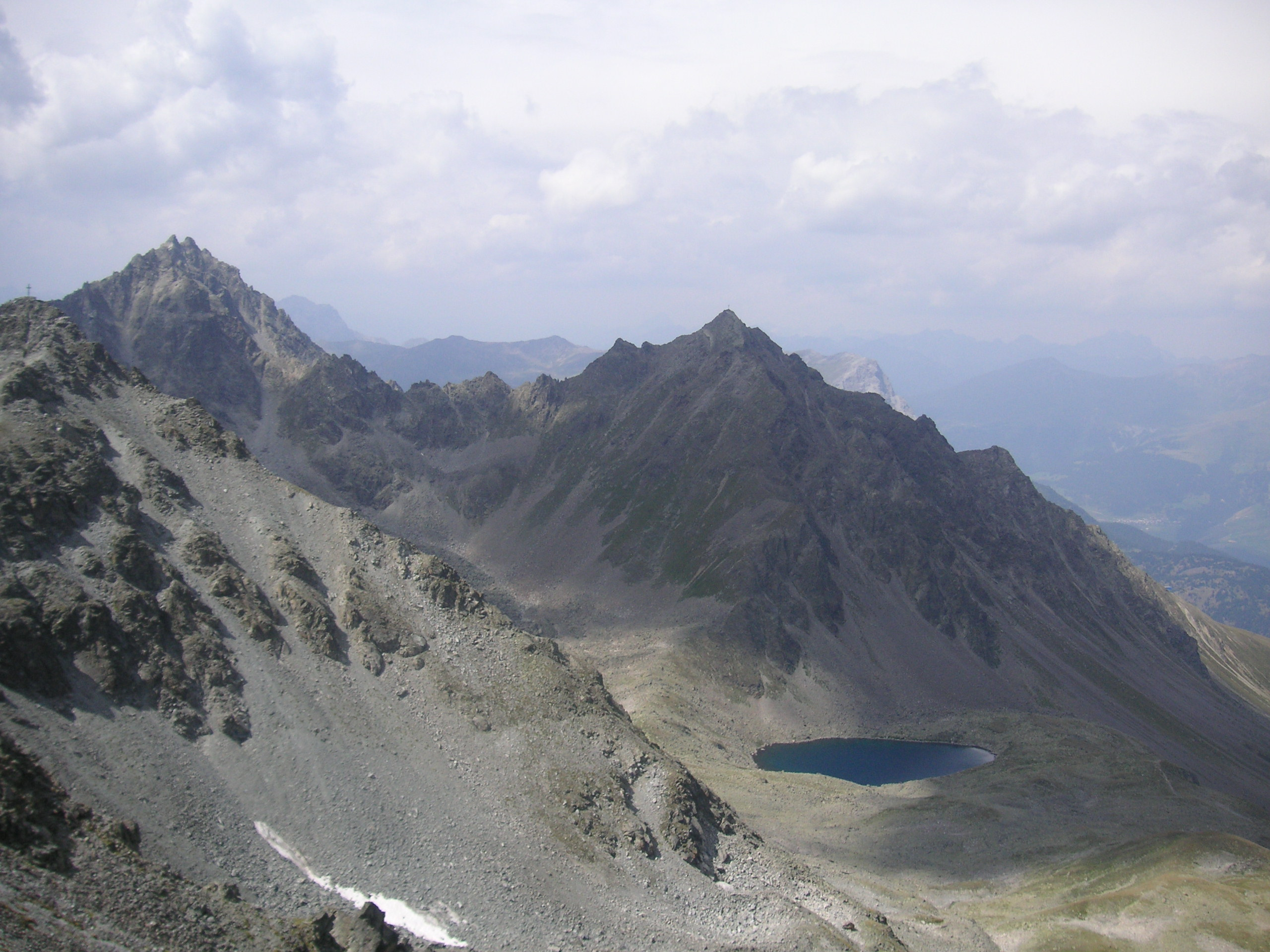

46°50′48″N 10°33′23″E / 46.84667°N 10.55639°E
貝格卡斯特爾峰（德語：Bergkastelspitze），是中歐的山峰，位於奧地利和意大利接壤的邊境，屬於奧茨塔爾阿爾卑斯山脈的一部分，海拔高度2,912米，每年平均降雨量1,357毫米。